# Muhammad 'Ayyad al-Tantawi
Muhammad 'Ayyad al-Tantawi (en arabe : محمد عياد الطنطاوي), né en 1810 près de Tanta et mort en 1861, fut professeur à l'Institut des langues orientales du ministère des Affaires étrangères de l'Empire de Russie.